# Abdul Karim Qassem

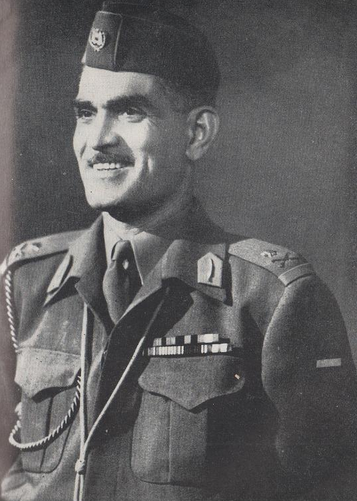
Abdul Karim Qassem

Abdul Karim Qassem (Arabisch: عبد الكريم قاسم , `Abd al-Karīm Qāsim) (Bagdad, 21 november 1914 – aldaar, 9 februari 1963) was een Iraaks militair en politicus van sjiitische en soennitische afkomst.
Qassem volgde een militaire opleiding aan de militaire academie. Hij vocht in de Arabisch-Israëlische Oorlog van 1948-1949. Nadien sloot hij zich aan bij de Vrije Officieren, een groep Arabische nationalistische officieren die gekant waren tegen de Iraakse monarchie en geïnspireerd waren door de Egyptische president Nasser.
Op 14 juli 1958 pleegden de Vrije Officieren onder leiding van generaal Abdul Karim Qassem en de kolonels Abdel Salem Arif en Abdel Rahman Arif, gesteund door de Arabische Socialistische Ba'ath-partij een coup. Koning Faisal II, praktisch zijn gehele familie en de voormalige premier Nuri al-Said kwamen hierbij om het leven. Daarna werd de republiek uitgeroepen en Qassem werd premier.
Hoewel aanvankelijk een nasserist (zie ook Arabisch nationalisme), werd hij spoedig zijn rivaal en verbrak hij de contacten tussen de Vrije Officieren en de Egyptische president. Qassem zocht vervolgens contact met de Iraakse Communistische Partij die felle tegenstanders waren van het Arabisch nationalisme.
In 1959 pleegden vicepremier Arif, enkele leden van de Vrije Officieren en de Ba'ath-partij een mislukte coup. Qassem liet zijn tegenstanders vervolgens opsluiten (de meeste coupplegers kregen later amnestie of celstraffen) en gesteund door de communistische partij sloot hij een vriendschapsverdrag met de Sovjet-Unie. In augustus 1960 probeerden Koerdische communisten in Kirkoek de macht te grijpen. Qassem liet de opstand onderdrukken en verbood daarop de Iraakse Communistische Partij. Daarna richtte Qassem zich op het verbeteren van het lot van de armen, onder andere door woningbouwprojecten.
In 1963 kwam er een einde aan het bewind van Qassem, toen de Ba'ath-partij de macht greep en Qassem die in het ministerie van Defensie verbleef liet executeren.